# Bouarg
Bouarg (franska: Bouarg (CR), Bouarg (Commune Rurale), arabiska: بوعرك) är en kommun i Marocko.   Den ligger i provinsen Nador och regionen Oriental, i den nordöstra delen av landet, 400 km öster om huvudstaden Rabat. Antalet invånare är 16 470.